# Sant Francesc d'Assís de Batea
Sant Francesc d'Assís de Batea és una capella de Batea (Terra Alta) inclosa a l'Inventari del Patrimoni Arquitectònic de Catalunya.

## Descripció
És la més petita de totes les capelles del calvari, fa uns 2,5 x 3 m. No té finestres i els paraments són totalment llisos, fets de maçoneria. La porta té un arc de mig punt feta amb carreus, així com els reforços de les cantonades.
La coberta és a dues vessants i recobert amb teula àrab sobre l'original de lloses de pedra.
A la dovella hi ha un escut i la data de la capella: "AÑO 1724".